# Oelitsa Dmitriëvskogo
Oelitsa Dmitriëvskogo (Russisch: Улица Дмитриевского) is een station van de Nekrasovskaja-lijn van de Moskouse metro. Het station ligt onder de gelijknamige straat in de wijk Kosino-Oechtomski. Het station werd in 2011 aanbesteed als Kosino-Oechtomski, maar op 29 juli 2014 keurde de stedelijke naamgevingscommissie de naamswijziging goed en sinds 11 september 2014 wordt de huidige naam gehanteerd.

## Bouw
In maart 2013 startte de bouw van het station en werd december 2016 genoemd als openingsdatum. Vanaf het voorjaar 2013 tot augustus 2014 waren er vrijwel geen bouwwerkzaamheden op de bouwplaats. In februari 2014 werd zelfs gesproken van een opening in 2015, maar na verschillende keren uitstel werd in januari 2018 de opening aangekondigd voor het eind van het jaar. De tunnelboormachines "Svetlana" en "Olga" begonnen op 29 mei 2014 aan het boren van de tunnels in oostelijke richting. In de herfst van 2014 passeerden ze Loechmanovskaja en in april 2015 waren de tunnels tot Nekrasovka gereed. In 2015 begon ook het uitgraven van de bouwput voor het station. Vanaf het westen begon op 1 februari 2017 tunnelboormachine Robbins-371 met het boren van de linker tunnelbuis tussen Kosino en Oelitsa Dmitriëvskogo, de andere tunnelbuis werd tussen 25 december 2017 en het voorjaar van 2018 geboord door Svetlana. Locoburgemeester Koesjnoellin liet in maart 2018 weten dat de oplevering van de stations ten oosten van Kosino aan het einde van de zomer zou plaatsvinden maar de treindienst pas in 2019 van start kon gaan. Tijdens de oplevering op 31 augustus 2018 zei burgemeester Sergei Sobjanin echter dat de treindienst eind 2018 van start zou gaan, desondanks werd het eerste deel pas op 3 juni 2019 geopend.

## Ligging en inrichting
Het station wordt gebouwd als ondiep gelegen zuilenstation met twee ondergrondse verdeelhallen. 
De westelijke verdeelhal ligt onder de Oelitsa Dmitriëvskogo tussen de Saltykovskaja Oelitsa en de Natasha Kasjoejevskaja Oelitsa en krijgt vier trappen naar straatniveau. De oostelijke verdeelhal aan de kant van de Tatajana Makarova Oelitsa kent drie toegangstrappen aan weerszijden van de Oelitsa Dmitriëvskogo, waarvan de twee aan de noordkant toegang bieden tot de flatgebouwen van Kozjoechovo. De aankleding is geïnspireerd op de schijngestalten die maan aanneemt in z'n baan om de aarde, als hoofdkleuren worden grijs, beige en lichtbruin aangehouden. Het perron zal worden bekleed met geometrische patronen uit geel en zwart graniet. Het plafond heeft een reflecterend oppervlak dat wordt aangelicht door lampen aan de zuilen. De wanden van de verdeelhallen worden beplaat met crème marmer en geel graniet, terwijl de wanden langs het spoor worden voorzien van smaragdgroene metalen platen. Boven de sporen bevinden zich ventilatiekanalen en boven de perronrand komt led-verlichting.